# Semora langei
Semora langei là một loài nhện trong họ Salticidae.
Loài này thuộc chi Semora. Semora langei được Cândido Firmino de Mello-Leitão miêu tả năm 1947.